# 685
El 685 (DCLXXXV) fou un any comú començat en diumenge del calendari julià.

## Esdeveniments
- Els àrabs arriben al Marroc.[cal citació]
- Es proclama el budisme religió d'estat al Japó.[cal citació]

## Defuncions
- 8 de maig, Roma: Benet II. Papa de l'Església Catòlica